# Hoferichter
Hoferichter ist ein deutscher Familienname.

## Herkunft und Bedeutung
Hoferichter ist ein Berufsname und bezieht sich auf den Hofrichter.

## Namensträger
- Ernst Hoferichter (1895–1966), deutscher Schriftsteller, Journalist und Schauspieler
- Mara Heinze-Hoferichter (Emma Luise Margarete Hoferichter; 1887–1958), deutsche Schriftstellerin